# Абетоне
Абетоне (італ. Abetone) — муніципалітет в Італії, у регіоні Тоскана,  провінція Пістоя.
Абетоне розташоване на відстані близько 300 км на північний захід від Рима, 65 км на північний захід від Флоренції, 31 км на північний захід від Пістої.
Населення — 648 осіб (2014).
Щорічний фестиваль відбувається 15 листопада. Покровитель — Леопольд III Святий.

## Демографія
Населення за роками:

Станом на 31 грудня 2014 року в муніципалітеті офіційно проживало 37 іноземців з 10 країн, серед них 27 громадян країн Євросоюзу.

## Сусідні муніципалітети
- Баньї-ді-Лукка
- Корелья-Антельмінеллі
- Кутільяно
- Ф'юмальбо